# Thái Mạo
Thái Mạo (tiếng Hán: 蔡瑁; Phiên âm: Ts'ai Mao) còn gọi là Sái Mạo tự Đức Khuê (德珪), là một tướng lĩnh chuyên về thủy sư cuối thời kỳ nhà Hán. Ông là người Tương Dương, Kinh Châu và chỉ phục vụ dưới trướng Lưu Biểu trước khi quy hàng Tào Tháo. Địa vị của ông càng được củng cố khi chị gái (có tài liệu ghi là em gái) ông lấy Lưu Biểu.
Thuở đầu, Thái Mạo chịu một số thất bại khi giao chiến với Tôn Kiên. Mưu sĩ của Lưu Biểu là Khoái Lương đã nói rằng Thái Mạo phải bị khép tội chết vì những thất bại của ông, nhưng Lưu Biểu đã không đồng ý. Năm 208, Lưu Biểu hấp hối trong lúc Tào Tháo đã mang quân đến áp sát Kinh Châu. Bèn triệu Lưu Kỳ từ Giang hạ về nhưng bị ông ngăn cản vì sợ Lưu Biểu mến Lưu Kỳ hơn Lưu Tông cháu ông và không cho cháu ông làm Kinh Châu mục.
Sau khi Lưu biểu mất, ông ung dung lập Lưu Tông lên làm Kinh Châu mục khi Tào Tháo đang mang quân áp sát biên giới.Thái mạo xin Lưu Tông cùng quy hàng, Tông đồng ý. Táo Tháo phong ông làm đô đốc thủy sư nhằm chuẩn bị tiến công Giang Đông, tiêu diệt Tôn Quyền.

## Trong tiểu thuyết
Trong tiểu thuyết Tam Quốc diễn nghĩa của La Quán Trung, thủy quân của Tào Tháo dưới sự chỉ huy của Sái Mạo và Trương Doãn đã chịu thất bại một số trận nhỏ trước thủy quân Giang Đông do Chu Du chỉ huy. Sau đó, Chu Du đã dùng kế phản gián, làm giả một bức thư gửi cho Thái Mạo và lừa cho Tưởng Cán mang về dâng lên cho Tào Tháo. Cả Thái Mạo và Trương Doãn đều bị Tào Tháo xử trảm.

## Chức danh và chức vụ từng nắm giữ
- Tùng Sự Trung Lang (從事中郎)
- Tư Mã (司馬)
- Trường Thủy Hiệu Úy (長水校尉)
- Hán Dương Đình Hầu (漢陽亭侯)